# Carlos Olivier
Carlos Olivier, född 26 januari 1952 i Caracas, död 22 januari 2007 var en venezuelansk skådespelare.

## Filmografi (i urval)
- 1996 - Pecado de Amor
- 2000 - Hay Amores que Matan
- 2003 - Engañada
- 2004 - Que Buena se Puso Lola!